# Anatoliy Dimarov
Anatoliy Dimarov (1922, Myrhorod, Ucrânia - 2014) foi um escritor ucraniano.